# HD 61987
HD 61987，又名CD-27 4393，SAO 174273、HR 2972，是一颗恒星，视星等为6.76，位于銀經243.17，銀緯-2.63，其B1900.0坐标为赤經7h 36m 40.1s，赤緯-27° -2.63′ 46″。